# ハリマトゥ・バ
ハリマトゥ・バ（Halimatou Bah、2003年12月21日 - ）は、フランスの女子バレーボール選手。フランス代表。

## 来歴

### クラブチーム
エピネイ＝ス＝セナール出身。2019年、France Avenir 2024へ入団。3年間プレーした。2022年7月、VBC Chamalièresへの移籍が発表され、2年間プレーした。2024年5月、ネプチューン・ナントとの契約が発表された。

### 代表チーム
アンダーカテゴリーの代表として2020年、U-19欧州選手権に出場し4位となった。2021年、17歳のときにシニア代表に初選出され、同年9月の欧州選手権に出場した。2022年、ヨーロッパリーグで金メダルを獲得した。2023年のチャレンジャーカップでは優勝に貢献した。同年9月の欧州選手権では6位となった。2024年、ネーションズリーグ、パリ五輪に出場した。

## 球歴
- オリンピック - 2024年
- ネーションズリーグ - 2024年
- 欧州選手権 - 2021年、2023年
- チャレンジャーカップ - 2022年、2023年

## 所属クラブ
- France Avenir 2024（2019-2022年）
- VBC Chamalières（2022-2024年）
- ネプチューン・デ・ナント（2024年-）